# Azarea verticula
Azarea verticula är en insektsart som beskrevs av Nicholas David Jago 1966. Azarea verticula ingår i släktet Azarea och familjen gräshoppor. Inga underarter finns listade i Catalogue of Life.